# Село-при-Бледу
Село-при-Бледу (словен. Selo pri Bledu) — поселення в общині Блед, Горенський регіон, Словенія. Висота над рівнем моря: 454,7 м.